# Jerónimo de Pasamonte
Jerónimo de Pasamonte (n. Ibdes, Zaragoza, 8 de abril de 1553 - fl. 1605), militar, probablemente monje de la Orden del Cister y escritor español del Siglo de Oro.

## Biografía
Nació en Ibdes, un pueblo de la comarca de Calatayud, en la provincia de Zaragoza, hijo de una baja nobleza de infanzones; antes de los once años quedó huérfano de padre y madre. Aunque tenía la vocación del monacato, y en su juventud hizo el voto religioso de ingresar como monje bernardo en un monasterio cisterciense, su hermano mayor le impidió hacerlo, por considerarlo una deshonra para su linaje. Entonces marchó a Barcelona, y allí, con solo dieciocho años, se alistó en el ejército que marchaba a Italia. Participó en las jornadas de Lepanto (1571), Navarino (1572) y en la batalla de Túnez (1573), donde, formando parte de la guarnición, fue capturado por los turcos en 1574, en su tercer año de carrera militar.
Permaneció cautivo durante casi dieciocho años (desde el 19 o 20 de agosto de 1574 hasta el 30 de marzo de 1592) entre Estambul, Túnez, Bizerta, Alejandría, Misistro, Rodas, Argel y de nuevo Estambul. En Túnez y Bizerta trabajó como esclavo y peón albañil levantando fortificaciones; en Alejandría pasó cuatro años remando en los veranos como galeote, labor que también le encomendaron en Estambul. En Rodas permaneció ocho años (1582-1590) ayudando a construir una mezquita, acarreando madera para construir bajeles en las atarazanas y también como galeote. Pasó por diferentes amos, intentando escapar de su mísero destino en tres ocasiones, pero fracasando en todas ellas a causa de traiciones, enredos y otros factores. En la primera vez es dado por muerto de tan terribles como eran las heridas de los brutales castigos que se le infligieron (llegaban a cortar orejas y narices y romper brazos y piernas, y a veces incluso había empalamientos). Evitó sin embargo las penas más severas. Y en la tercera de sus tentativas, cuando fue traicionado por cierto barbero luterano francés, de nuevo tuvo suerte, a pesar de las feroces represalias: "Viéredes nuestro Pasamonte, que tenía la muerte tragada, entrar por la puerta del baño con la mitad de los palos de los otros y con sus orejas".
El jesuita aragonés Bartolomé Pérez de Nueros (a quien Pasamonte dirigiría en agradecimiento la segunda dedicatoria de su Vida) le envió 150 escudos para pagar su rescate y finalmente, con la ayuda de un personaje llamado Pablo Mariano, que añadió 60 escudos de oro de su propia bolsa, Jerónimo de Pasamonte consiguió su libertad el 30 de marzo de 1592: 

El Padre Bartolomé Pérez de Nuero me había remitido por vía de mercaderes 150 escudos de oro para que yo me ayudase a mi libertad, y estos tenían en Xio un doctor de Leyes que se llamaba Sobastopoli.
Jerónimo de Pasamonte

Tras un azaroso viaje de regreso por mar en el que pasó por Olivara, Castel Tornese, Zante, Corfú, Otranto y Lecce, en el que estuvo a punto de volver a ser capturado, Pasamonte consiguió llegar a Nápoles en junio de 1592. En septiembre de ese año partió hacia Roma, e hizo después una penitencia de cuarenta días en el santuario de Nuestra Señora de Loreto en agradecimiento por su liberación, sustentándose de la caridad. De vuelta en Roma, fracasó en sus gestiones para ordenarse sacerdote. A fin de liquidar lo que le correspondía de la herencia de sus parientes, marchó a Génova y allí se embarcó para España con una pierna maltrecha y después a Zaragoza con un terrible dolor de muelas. Al llegar a Zaragoza, se enteró de que su hermano mayor, Esteban, había fallecido, y en Maluenda, en casa del tío clérigo, se ve desheredado: "Hallé un niño, hijo de mi hermano, de dos años, y una hija bastarda, para mi mayor trabajo... y yo desheredado de la hacienda de mis padres como si fuera bastardo". Si muriera el hijo, heredaría su prima Isabel de Salaberte (una de los pocos parientes que le trataron con generosidad constante) —«y de mí ninguna memoria, como si yo fuera muerto, habiendo tenido mi hermano cartas mías de Roma»—. Realizó dos viajes a pie de ida y vuelta desde Aragón a la Corte madrileña, con el objetivo de obtener alguna recompensa por los servicios prestados como soldado y por el largo cautiverio que resultó de los mismos, y con la esperanza de poder ordenarse sacerdote. Para ello, buscó la ayuda de un primo hermano, Jerónimo Marqués («contino de Su Majestad, gran faraute de negocios…, y Veedor de la Infantería del Rey, de Aragón», pero este no le ayudó en lo que quería. Al no conseguir nada en la Corte, volvió a Italia con la esperanza de ordenarse sacerdote, pero de nuevo se vio frustrado, así que tuvo que reengancharse como soldado en el reino de Nápoles. Se alojó en casas de distintas patronas, a las que consideraba brujas que querían envenenarlo, y se sentía continuamente perseguido por quienes consideraba agentes demoniacos. 
Finalmente, obtuvo una plaza de residente en Nápoles, la cual le permitió obtener algún dinero y estar exento de la milicia activa. Se casó entonces con una mujer que sacó de un convento, y tuvo después frecuentes disputas con sus suegros y su cuñada. A causa de un supuesto envenenamiento, perdió la visión del mejor de sus ojos, aunque pudo seguir escribiendo su autobiografía con su otro ojo miope (pues la miopía no impide leer ni escribir). En los capítulos finales de la misma, cuenta su vida espiritual y su afición a los sacramentos y a la oración, mostrando su convencimiento de que su vida piadosa, el rezo continuado del rosario y su devoción por los santos y por la Virgen le salvaguardan de las acechanzas de los seres malignos. También hace algunas disquisiciones de índole teológica, alertando contra los agentes demoniacos que pueden poner en peligro a la Iglesia católica, contra los que pide la excomunión. Finalmente, cierra sus memorias en diciembre de 1603. Sus dedicatorias están firmadas en Capua, enero de 1605.
Aunque no sabemos exactamente qué fue de él tras enero de 1605, ha aparecido un documento firmado entre 1622 y 1626 por "fray Gerónimo de Passamonte" como "alcayde" de Carenas, pueblo de señorío que dependía del cisterciense monasterio de Piedra, el cual tenía la potestad de nombrar alcalde de Carenas a alguno de sus frailes. Y otro documento, fechado el 11 de julio de 1629 (momento en el que el autor de la Vida y trabajos de Jerónimo de Pasamonte tendría 76 años), sigue situando a un fraile llamado Jerónimo de Pasamonte en el Monasterio de Piedra. Por ello, es posible que, en algún momento posterior a enero de 1605, Jerónimo de Pasamonte regresara a España y cumpliera su voto juvenil de hacerse monje cisterciense, ingresando en el monasterio de Piedra, donde podría haber acabado sus días.

## SuVida y trabajosy la relación con Miguel de Cervantes
Empezó a escribir su Vida en 1593 y la terminó en diciembre de 1603. El copista pone su firma en noviembre de 1604 y se agregaron las dos dedicatorias en enero de 1605. El manuscrito no lleva título, pero la obra es conocida como Vida y trabajos de Jerónimo de Pasamonte. En su primera parte se narran principalmente las penalidades sufridas durante su largo cautiverio y sus fracasados intentos de fuga hasta su liberación, y en la segunda parte se cuentan sus intentos de conseguir algún favor en la Corte madrileña a cambio de los servicios prestados al rey en la milicia, sus servicios posteriores como soldado en el Reino de Nápoles y su vida marital y espiritual.
Miguel de Cervantes pudo haberlo conocido entre 1571-73, cuando, soldados ambos en el tercio de don Miguel de Moncada, coincidieron en la batalla de Lepanto, en Navarino, en La Goleta y en la conquista de Túnez. Después fueron cada uno a un cautiverio distinto y finalmente volvieron a coincidir de nuevo en Madrid en 1594 o a principios de 1595. 
Jerónimo de Pasamonte seguramente fue satirizado en el capítulo 22 de la primera parte del Quijote (1605) por Miguel de Cervantes, quien lo convirtió en el galeote Ginés de Pasamonte. En tal caso, se trataría de un "sinónomo voluntario" de los que Alonso Fernández de Avellaneda en el Prólogo a su Quijote de 1614 decía que Cervantes había hecho "ostentación". Y ya que Avellaneda se quejaba de que Cervantes le había ofendido ("ofender a mí"), y siendo Pasamonte aragonés (como Cervantes manifestó cuatro veces que era Avellaneda en la segunda parte de su Quijote), no ha de descartarse que este Pasamonte pudiese resultar ser el enigmático Avellaneda. Esta tesis es la que sustenta Martín de Riquer en Cervantes, Passamonte y Avellaneda (Barcelona: Sirmio, 1988), donde expresa sus conclusiones con mucha prudencia. Tal hipótesis no fue acogida favorablemente, en un principio, por parte de la crítica, aunque Juan Antonio Frago y Alfonso Martín Jiménez han aducido recientemente otros argumentos en favor de la hipótesis de Riquer. Asimismo, la película Cervantes contra Lope (Manuel Huerga, 2016) presenta a Jerónimo de Pasamonte como el autor del Quijote apócrifo. A juicio de Alfonso Martín Jiménez, el manuscrito de la Vida y trabajos de Jerónimo de Pasamonte tuvo una gran influencia en las dos partes del Quijote, así como en otras obras cervantinas.

## Ediciones modernas de su autobiografía
- Pasamonte, Jerónimo de, Vida y trabajos, edición de José Ángel Sánchez Ibáñez y Alfonso Martín Jiménez, Alicante, Biblioteca Virtual Miguel de Cervantes, 2015
- Pasamonte, Jerónimo de, Autobiografía, prólogos de Miguel Ángel de Bunes Ibarra y José María de Cossío, Sevilla: Espuela de Plata, 2006.ISBN 978-84-961-3378-8.
- Pasamonte, Jerónimo de, Relato de un cautivo: vida y trabajos, prólogo de Luisgé Martín, Madrid: La Tinta del Calamar, Servicio de Publicaciones de la Universidad Autónoma de Madrid, 2008. ISBN 978-84-263-6818-8.